# Hanleyella japonica
Hanleyella japonica är en blötdjursart som beskrevs av Saito 1997. Hanleyella japonica ingår i släktet Hanleyella och familjen Leptochitonidae. Inga underarter finns listade i Catalogue of Life.